# Keith Hefner

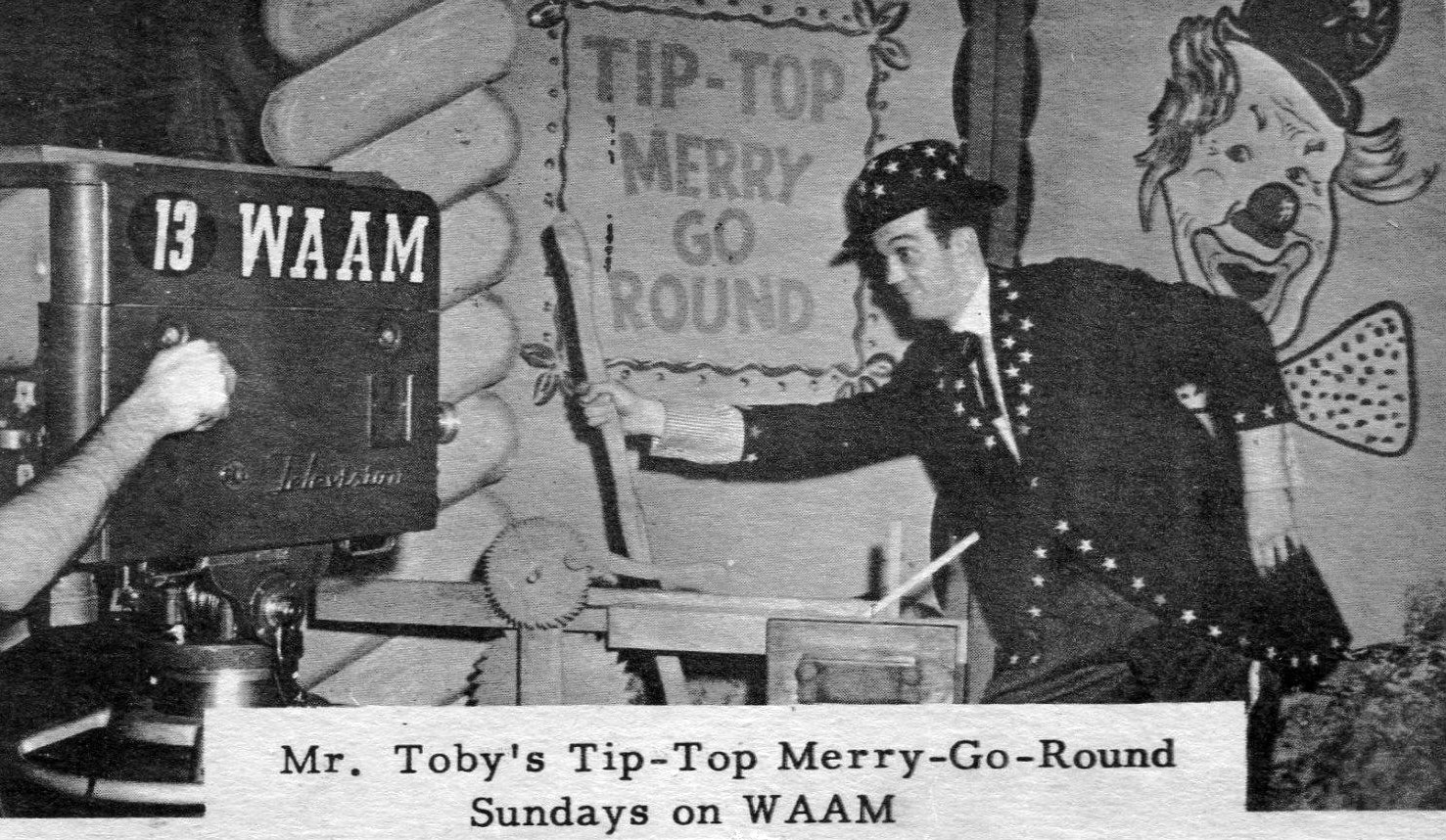
Keith Hefner als Mr. Toby in Mr. Toby’s Tip Top Merry Go Round

Keith Edwin Hefner (* 5. Januar 1929 in Chicago, Illinois; † 8. April 2016 in Beverly Hills, Kalifornien) war ein US-amerikanischer Schauspieler und Komponist und der jüngere Bruder von Playboy-Gründer Hugh Hefner.

## Leben
Keith Hefners Fernsehkarriere begann Anfang der 1950er Jahre, als er in der Fernsehserie Toby's Tip Top Merry Go Round als Moderator mitwirkte. Später war Hefner auch als Schauspieler aktiv und spielte unter anderem Rollen in der Fernsehserie Mini-Max und dem Dramafilm Star 80. Nach seiner Schauspielkarriere hatte er vor allem kleinere Gastauftritte in mit dem Playboy beziehungsweise seinem Bruder Hugh Hefner in Zusammenhang stehenden TV-Shows, dabei insbesondere The Girls of the Playboy Mansion, die zuletzt das Privatleben seines Bruders Hugh Hefner und dessen Freundinnen Crystal Hefner sowie Karissa Shannon und Kristina Shannon in der Playboy Mansion zeigte.
Im Jahr 1985 erlitt Hefner einen leichten Schlaganfall, der jedoch ohne dauerhafte Auswirkungen blieb. Er starb am 8. April 2016, nur einen Tag vor dem 90. Geburtstag seines Bruders.

## Filmografie (Auswahl)
Moderation
- Anfang der 1950er Jahre: Mr. Toby’s Tip Top Merry Go Round
- 1958: Time For Fun! The Johnny Jellybean Show

Schauspieler
- 1953: Time for Fun (Fernsehserie)
- 1969: Mini-Max (Get Smart, Fernsehserie, zwei Episoden)
- 1977: Evil Town
- 1983: Star 80
- 1985: Jackpot

Gastauftritte
- 1992: Hugh Hefner: Once Upon a Time (Dokumentation)
- 2002: Playboy: Inside the Playboy Mansion (Dokumentation)
- 2004: Playboy: 50 Years of Playmates (Dokumentation)
- 2005–2009: The Girls of the Playboy Mansion (The Girls Next Door) (Fernsehserie, 28 Episoden)
- 2009: Hugh Hefner: Playboy, Aktivist und Rebell (Dokumentation)
- 2009–2010: Kendra (Fernsehserie, zwei Episoden)
- 2011: Holly’s World (Fernsehserie, eine Episode)
- 2012: Der Playboy – Ein Hase verändert die Welt (Dokumentation)